# 奥古斯塔街 (里斯本)
奥古斯塔街（Rua Augusta）是葡萄牙里斯本的一条商业街，位于庞巴尔下城，圣尼各老堂区（São Nicolau）。南起奥古斯塔街凯旋门和商业广场，北到罗西乌广场。得名于国王若澤一世。